# Мурав'янка строката
Мурав'янка строката (Gymnopithys bicolor) — вид горобцеподібних птахів родини сорокушових (Thamnophilidae). Мешкає в Центральній і Південній Америці. Раніше вважався конспецифічним з білощокою мурав'янкою, однак був визнаний окремим видом.

## Підвиди
Виділяють п'ять підвидів:

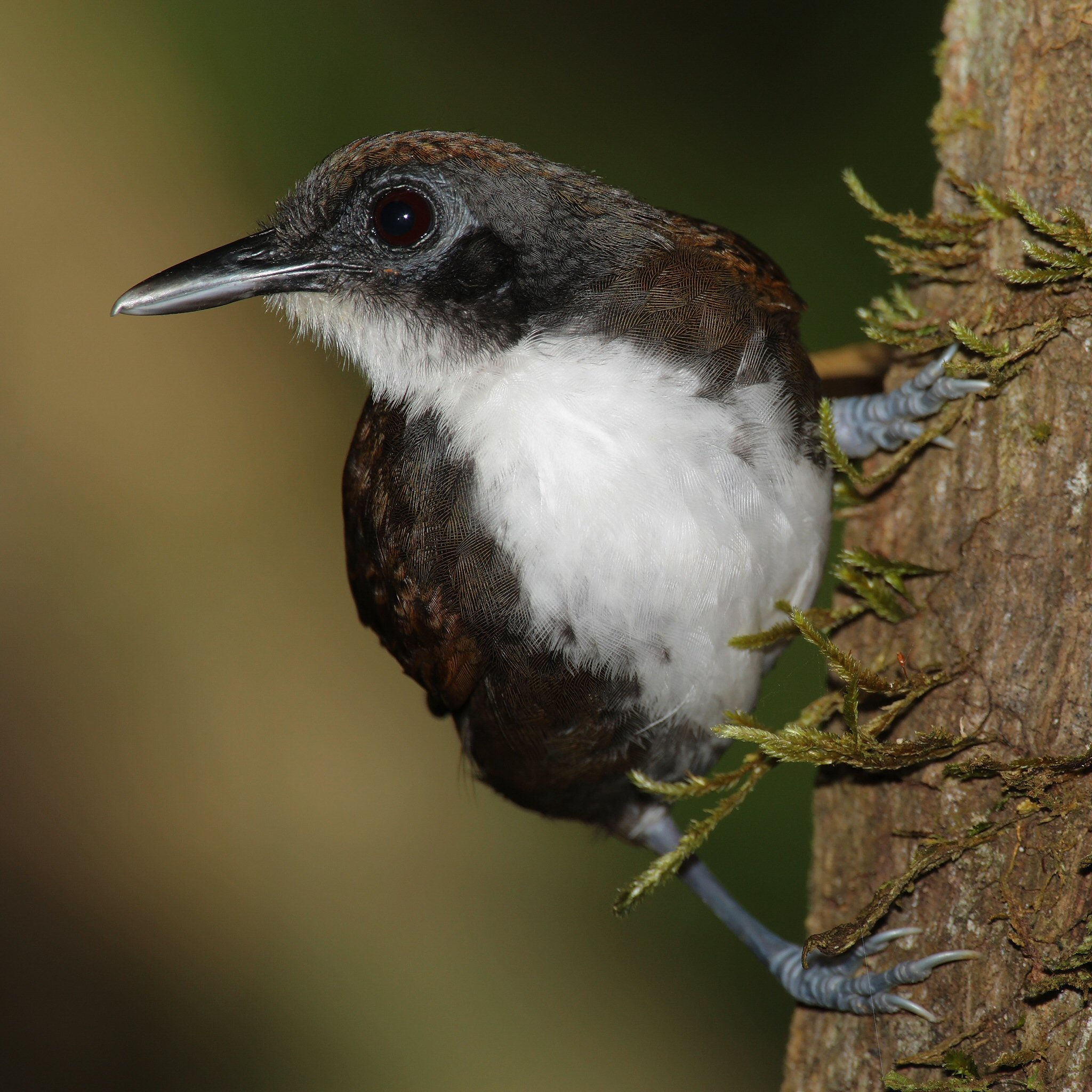
Строката мурав'янка

- G. b. olivascens (Ridgway, 1891) — карибські схили в Гондурасі і Нікарагуа, обидва схили в Коста-Риці і західній Панамі (Бокас-дель-Торо), Чиріки;
- G. b. bicolor (Lawrence, 1863) — центральна і східна Панама (на схід від Вераґуаса) і північно-західна Колумбія (тихоокеанські схили в Чоко);
- G. b. daguae Hellmayr, 1906 — західна Колумбія (від вівденного Чоко до Кауки);
- G. b. aequatorialis (Hellmayr, 1902) — південно-західна Колумбія (Нариньйо) і західний Еквадор (на південь до Асуая);
- G. b. ruficeps Salvin & Godman, 1892 — північ центральної Колумбії (північні схили Анд від Антіокії на схід до південного Сесара і на південь через долину Магделени до Бояки).

## Поширення і екологія
Строкаті мурав'янки мешкають в Гондурасі, Нікарагуа, Коста-Риці, Панамі, Колумбії і Еквадорі. Вони живуть в підліску вологих рівнинних тропічних лісів. Зустрічаються на висоті до 900 м над рівнем моря. Строкаті мурав'янки слідують за бродячими мурахами, живлячись комахами та іншими безхребетними, що тікають від мурах. 